# Crossclub – The Legend of the Living Dead
Crossclub – The Legend of the Living Dead ist ein deutscher Amateurfilm mit Splatter-Elementen aus dem Jahr 1999. Der Arbeitstitel lautete: Crossclub – The sect of the living dead. Die Inszenierung war das Regiedebüt von Oliver Krekel, damaligem Geschäftsführer des deutschen Independentlabels ASTRO. Das mit etwa 250.000 DM budgetierte Werk wurde größtenteils mit Laiendarstellern besetzt, obgleich Zachi Noy und Sibylle Rauch mitwirken. Die Außenaufnahmen fanden in Deutschland, Dänemark und Spanien statt. Synchronsprecher und Schauspieler Christian Brückner wirkt zudem als Sprecher des Epilogs mit. 
Im Jahr 2002 entstand ein 12-minütiger Teaser für eine kommende Fortsetzung namens: Cross Club 2: Project Genesis. Der dazugehörige Film wurde 2011 von Trash-Regisseur Jochen Taubert unter dem Titel Project Genesis – Crossclub 2. Teil fertiggestellt.

## Handlung
Im Jahre 1969 schneidet eine bösartige Sekte in einer blutigen Zeremonie einer hochschwangeren Frau bei lebendigem Leibe das Kind aus dem Leib, um den verstorbenen Meister der Gruppierung wieder zum Leben zu erwecken. Als wenig später das Neugeborene zusammen mit dessen älteren Bruder geopfert werden sollen, interveniert der beherzte Familienvater, obgleich er selbst fanatischer Sektenanhänger ist. Seine Kritik bleibt ungehört. Urplötzlich stürmt ein Sondereinsatzkommando der Polizei die Szenerie. Sämtliche Jünger der Glaubensgemeinschaft werden niedergestreckt, darunter auch der Kindsvater. Das hilflose Baby und dessen älterer Bruder überleben.
30 Jahre später erschüttert eine grausame Mordserie Deutschland. Die Glaubensgemeinschaft der Cross-Club-Sekte macht auf sich aufmerksam. Den Behörden in Gestalt von Hauptkommissar Krüger sind jedoch die Hände gebunden, da stichhaltige Beweise fehlen. Der in den Medien als Kreuzmörder titulierte Unbekannte erregt auch das Interesse von Andy und seinen Freunden. Andy überlebte einst als Säugling jene Tragödie, bis er von Hauptkommissar Krüger adoptiert wurde. Da Andys Ziehvater ihm allerdings dessen Herkunft verschweigt, ahnt dieser zunächst nichts von einer Verbindung. Vielmehr leidet er seit der Annahme als Kind an einer Gedächtnisblockade. Zudem wird er von surrealen Alpträumen geplagt, die scheinbar etwas mit der Mordserie als auch mit seiner eigenen Vergangenheit zu tun haben. Neugierig reist er mit seinem Freund Michael nach L’Estartit, um dort einer Spur nachzugeben. Die beiden bergen eine seltsame Holzkiste, welche sie bei ihrer Rückkehr einem Freund anvertrauen. Zuvor begegnen sie jedoch noch Estelle, der kaufsüchtigen Ehefrau des Sektenführers und Meisters. Die flüchtige Estelle erklärt Andy, dass ihr Mann höchstwahrscheinlich für die Mordserie verantwortlich sei.
Derweil öffnet ein bekannter Chemiker die in Spanien geborgene Holzkiste. Zwei mysteriöse Flüssigkeiten, die zusammengemischt eine Art Lebenselixier bilden, mit deren Hilfe man tote Organismen reanimieren kann, kommen zum Vorschein. Wenig später überschlagen sich die Ereignisse. Der rachsüchtige Sektenführer greift seine Frau auf und verschleppt diese. Gleichzeitig lässt er Andys Freundin töten. Später sucht er die Öffentlichkeit. In einer Fernsehansprache offenbart er sich als Verursacher der Mordserie. Gleichzeitig läutet der Meister eine neue Weltordnung ein – mit Untoten, die fortan die Gegend unsicher machen. Am Ende des Films überrennen die blutgierigen Kreaturen die Städte Deutschlands, während Andy mit zwei Gefolgsleuten den Zufluchtsort des Sektenanführers angreift. Inmitten der Kampfhandlungen wird der Sektenführer von Andy – es ist dessen älterer Bruder – getötet. In der letzten Szene gedenkt Andy im Beisein seines Freundes Michael der vielen Toten.

## Kritiken
Das Lexikon des internationalen Films schrieb, der Horrorfilm deutscher Prägung biete „zahlreiche Genre-Zitate“ und verhelfe „abgehalfterten Schauspielern noch einmal zu einem Filmauftritt“.

„Trotz der – für Amateur-Verhältnisse – relativ langen Laufzeit ist es dem Regisseur gelungen, einen abwechslungsreichen und aufwendigen Actionfilm mit viel Witz und einigen Schockmomenten zu produzieren, der zu jeder Zeit unterhält und dem Zuschauer zwei vergnügliche Stunden bereitet.“